# Eutrema salsugineum
Eutrema salsugineum är en korsblommig växtart som först beskrevs av Pall., och fick sitt nu gällande namn av Al-shehbaz och S.I. Warwick. Eutrema salsugineum ingår i släktet skidörter, och familjen korsblommiga växter. Inga underarter finns listade i Catalogue of Life.